# إسناد دائري

مثال على الإسناد الدائري

إسناد دائري أو استشهاد دائري أو إفادة دائرية (بالإنجليزية: Circular reporting)‏، أو التوثيق الخاطئ، هو حالة في نقد المصادر تبدو فيها معلومة ما صادرة عن عدة مصادر مستقلة، لكنها في الواقع عن مصدر واحد فقط. في العديد من الحالات، تقع المشكلة عن طريق الخطأ بسبب الإهمال في ممارسات جمع المعلومات الاستخبارية. مع ذلك، يمكن أن تُستحدث الحالة في أوقات أخرى عن قصد من قِبل المصدر الأصلي باعتبارها وسيلة لتعزيز الاعتقاد السائد بمعلوماته.
تقع هذه المشكلة في مختلِف المجالات، بما فيها جمع المعلومات الاستخبارية والصحافة والبحث العلمي. هي مصدر قلق خاص في الاستخبارات العسكرية لأن للمصدر الأصلي أرجحية أعلى في الرغبة بنقل المعلومات الخاطئة، ولأن سلسلة التناقل أكثر عرضة للتعتيم. هي مشكلة أيضًا في الصحافة وفي تطور نظريات المؤامرة، حيث يكون الهدف الأولي لمصدر ينشر معلومة بعيدة الاحتمال أو يصعب تصديقها هو جعلها تظهر كأنها معروفة على نطاق واسع.
كانت قضية تزويرات اليورانيوم في النيجر عام 2002 حادثة كلاسيكية من الإبلاغ الدائري على يد وكالات الاستخبارات.

## الإسناد الدائري على ويكيبيديا
تُنقد ويكيبيديا في بعض الأوقات لاستخدامها بصفتها مصدرًا للإسناد الدائري، لا سيما في الأخبار المتفاوتة حيث يعيد مصدر موثوق نشر ادعاء مذكور في واحد من مقالات ويكيبيديا دون مصدر، مقتبسًا المقال؛ والذي يُضاف بعدها باعتباره مصدرًا للادعاء الأصلي.

### تاريخ الاقتباس الدائري
في نوفمبر من عام 2011، صاغ راندال مونرو مصطلح الاقتباس الدائري ليصف هذه الظاهرة في واحدة من قصصه الفكاهية المصورة إكس كيه سي دي. أدت شعبية القصص إلى إدراج المصطلح في الاستخدام العام، ورفعت مستوى الوعي حول مخاطر الاقتباس الدائري بوساطة ويكيبيديا على القراء والصحفيين على حد سواء.
أُشير إلى العملية رباعية الخطوات التي صورتها القصة باعتبارها الطريقة النموذجية التي يتطور فيها الإسناد الدائري عن طريق ويكيبيديا. وُصف هذا على أنه صعب الفهم بسبب سرعة التعديلات التي تجري على صفحات الويب الحديثة، ونقص طبعات «اعتبارًا من» الزمنية في الاقتباسات وطبعات «آخر تحديث» الزمنية في صفحات الإنترنت.
بإلهام من القصة المصورة،[بحاجة لمصدر] حافظ محررو ويكيبيديا الإنجليزية منذ ذاك الوقت على قائمة داخلية بحوادث الاقتباس الدائري، ليراقبوا انتشارها.[بحاجة لمصدر]
توصي ويكيبيديا الباحثين والصحفيين بالحذر عند استخدام ويكيبيديا باعتبارها مصدرًا مباشرًا أو تجنب ذلك عمومًا، وبالتركيز بدلًا عن ذلك على المعلومة القابلة للإثبات الموجودة في المراجع التي يذكرها المقال.
يُنصح الباحثون ورواد ويكيبيديا على حد سواء بتدوين تاريخ الاسترداد على أي اقتباس على الويب، لدعم التعرف على أول مصدر لادعاء ما.

### أمثلة على ويكيبيديا
أمثلة بارزة عن ادعاءات كاذبة نُشرت على ويكيبيديا وفي مصادر الأخبار بسبب الإسناد الدائري:
- 2007: ساشا بارون كوهين. نشرت ويكيبيديا وصحيفة ذا إندبندنت معلومة خاطئة فحواها أن كوهين قد عمل لدى مؤسسة غولدمان ساكس.[10]
- 2008: القوطي. بدءًا من عام 2008 حينما أضاف طالبٌ اعتباطيًا عبارة «والمعروف أيضًا باسم... خنزير الأرض البرازيلي» إلى المقال المتحدث عن القوطي، ذكرت الكثير من التعليقات اللاحقة عن الثديي هذا اللقب غير المؤكد. تضمنت المنافذ التي رددت اللقب صحيفة ذا إندبندنت،[11] وديلي إكسبرس،[12] وميترو،[13] وديلي تلغراف،[14] وديلي ميل، وكتاب نشرته جامعة شيكاغو،[15] وعمل بحثي نشرته جامعة كامبريدج.[16]
- 2009: أُضيف اسم فيلهيلم خطأً في منتصف اسم كارل تيودول تسو غوتنبرغ. ذيع هذا في مجموعة كبيرة من المنشورات، ومن بينها الصحافة الألمانية والعالمية.[17]
- 2009 -2019: عام إطلاق ساعة كاسيو إف-91 دبليو. في عام 2009، أُضيف عام إطلاق غير صحيح هو 1991 على مقال ويكيبيديا. أعادت شبكة بي بي سي نشر هذا في مقال صدر عام 2011. أكد الاتصال مع المصادر الرئيسية مرارًا أن 1989 هو عام الإطلاق، لكن باعتبارها مصدرًا موثوقًا، جعل ذكر بي بي سي لعام 1991 المعلومات الخاطئة صعبة الإلغاء. في 2019، ذكرت محطة كيه إس إن في الحادثة بصفتها مثالًا آخر عن الاقبتاس الدائري.[18] لم يجرِ تصحيح عام الإطلاق إلا بعد ذلك التعقيب، وصارت كي إس إن في تُذكر في المقال لتعزيز تصحيح عام الإطلاق إلى 1989.
- 2014: ديف غورمان. في عام 2014، أُضيفت ملاحظة من طرف مجهول على صفحة ويكيبيديا المتحدثة عن الكوميديان والمذيع البريطاني ديف غورمان تقول «إنه قد حصل على إجازة من حياته المهنية ليسافر متطفلًا تحت رعاية تجارية حول الدول المطلة على المحيط الهادئ». عندما شُكك في ذلك، استُشهد بمقال نُشر في وقت لاحق (سبتمبر 2014) في صحيفة ذا نورثرن إيكو، وهي صحيفة محلية يومية في شمال شرق إنجلترا باعتباره دليلًا. أنكر غورمان الادعاء في إحدى حلقات برنامجه التلفزيوني البريطاني الحياة المعاصرة لا بأس بها (أول بث في 22 نوفمبر 2016).[19]

## أمثلة من خارج ويكيبيديا
في عام 2001، بدا أن تزويرات اليورانيوم في النيجر، وهي وثائق نشرتها بدايةً إس آي إس إم إي (وكالة الاستخبارات العسكرية السابقة في إيطاليا)، تصور محاولة قام بها صدام حسين في العراق لشراء مسحوق يورانيوم الكعكة الصفراء من النيجر خلال أزمة نزع سلاح العراق. أُشير إليها من قبل وكالات استخبارات أخرى لتقنع حكوماتها أو شعبها بأن عملية الشراء هذه قد حدثت.
في عام 2018، أُثبت أن شهروز شودري عضو فاعل في الدولة الإسلامية شارك بقتل العديد من الأفراد، عبر إعلام تضمن نشرة نيويورك تايمز الصوتية وغيرها. أشارت النشرة الصوتية ومنافذ أخرى إلى منشورات على مدونة كتبها شودري بدءًا من عام 2016. اتخذ مسؤولو الحكومة وغيرهم النشرة الصوتية باعتبارها دليلًا على الجريمة، ومع ذلك، لم يجرِ التحقق من المنشورات الأصلية وأنكرها الكاتب لاحقًا.